# Patrick Caulfield
Patrick Joseph Caulfield (Londra, 29 gennaio 1936 – Londra, 29 settembre 2005) è stato un pittore e incisore inglese.

## Biografia

### La gioventù
Patrick Joseph Caulfield nacque il 29 gennaio 1936 nel distretto londinese di Acton. Nel 1945, durante la seconda guerra mondiale, la famiglia di Caulfield si trasferì a Bolton, luogo natale dei suoi genitori. Qui, il futuro artista lavorò nella de Havilland Aircraft Company. Dopo aver abbandonato gli studi alla Acton Secondary Modern all'età di 15 anni, Caulfield si assicurò una posizione come archivista presso Crosse & Blackwell per poi lavorare nello studio di progettazione dell'azienda ove si occupava dell'esposizione dei prodotti e dove svolgeva altri incarichi umili. A 17 anni, Caulfield entrò a far parte della Royal Air Force presso i RAF Northwood anticipando i requisiti previsti per il servizio nazionale. Decise quindi di iniziare la sua carriera di artista ispirandosi al film Moulin Rouge (1952) sull'artista Henri de Toulouse-Lautrec e studiando ai corsi serali della Harrow School of Art (che è oggi parte dell'università di Westminster) durante il tempo libero.

### Carriera
Patrick Caulfield studiò alla Chelsea School of Art dal 1956 al 1960 e, durante questo periodo, vinse due premi grazie ai quali poté viaggiare in Grecia e sull'isola di Creta dopo la laurea. Il soggiorno cretese si rivelò importante agli occhi del pittore, che decise di trarre ispirazione dai colori intensi e brillanti dei paesaggi dell'isola così come dai dipinti minoici locali. Nel 1959, durante la mostra Young Contemporaries,  Caulfield fece la conoscenza di John Hoyland che diventerà suo grande amico.
Dal 1960 al 1963, Caulfield studiò al Royal College of Art, istituto che era frequentato nello stesso periodo da David Hockney e Allen Jones. Nel 1963, Caulfield occupò una cattedra alla Chelsea School of Art (interromperà l'attività di docente nel 1971) mentre, nel 1964, espose le sue opere in occasione della mostra New Generation presso la Whitechapel Art Gallery di Londra. Dal momento che tale spazio veniva frequentato da molti artisti pop, Caulfield venne annoverato fra gli esponenti della pop art.

### Gli ultimi anni e la morte

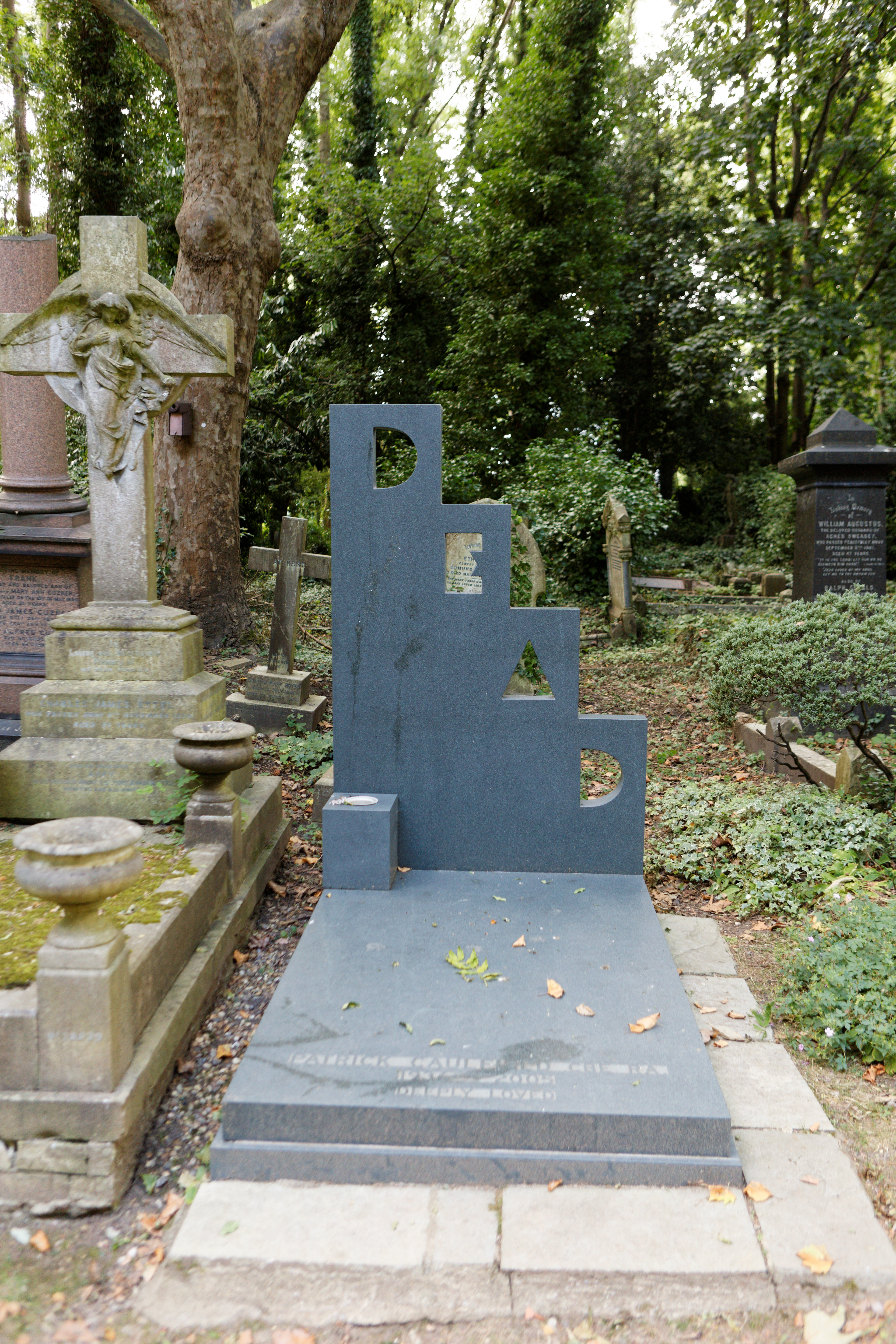
Tomba di Patrick Caulfield nel cimitero di Highgate (Londra)

Nel 1987, Caulfield venne candidato al Turner Prize per la sua mostra The Artist's Eye tenuta alla National Gallery di Londra. Nel 1996 venne nominato cavaliere dell'Ordine dell'Impero Britannico.
Il 24 maggio 2004, un incendio divampato all'interno di un magazzino distrusse molte opere della collezione Saatchi fra cui tre di Caulfield. Nel settembre 2010 Caulfield e altri cinque artisti britannici (Howard Hodgkin, John Walker, Ian Stephenson, John Hoyland e R. B. Kitaj) parteciparono a una mostra intitolata The Independent Eye: Contemporary British Art From the Collection of Samuel and Gabrielle Lurie allo Yale Center for British Art.
Caulfield morì a Londra nel 2005 e venne sepolto nel cimitero di Highgate. La sua proprietà è rappresentata dalla Alan Cristea Gallery e dalla Waddington Custot Galleries di Londra. Diverse opere del pittore sono entrate a far parte della collezione privata di David Bowie.

## Stile e tecnica
I dipinti di Caulfield sono figurativi e raffigurano alcuni interni riempiti di semplici oggetti. In genere, l'artista utilizzava campiture di colore piatte circondate da contorni neri. Alcune delle sue tele sono dominate da un'unica tonalità. Tuttavia, dalla metà degli anni 1970, lo stile di Caulfield divenne più dettagliato e realistico come conferma, ad esempio After Lunch (1975), uno dei primi esempi di questa nuova fase. La sua Autumn Fashion (1978) è segnata da vari stili artistici: alcuni oggetti in essa raffigurata presentano infatti contorni neri pesanti e colori piatti, mentre una ciotola piena di ostriche è raffigurata in modo più realistico e altre aree sono realizzate con pennellate più morbide. In seguito, Caulfield tornò al suo stile di pittura precedente, più essenziale. Sebbene sia stato classificato fra gli artisti della pop art, egli si oppose per tutta la sua carriera a tale definizione in quanto si reputava principalmente un "artista formale".